# Coddle
Le coddle, ou « marmite de Dublin », est un mets à base de saucisses, bacon, oignon et pommes de terre, cuit en ragoût dans du bouillon de poulet, très populaire dans la capitale de l’Irlande. Il est nourrissant et économique.
Le nom vient du verbe to coddle, qui signifie « cuire dans de l'eau frémissante (en dessous du point d'ébullition) », verbe qui dériverait lui-même de caudle, nom donné à une boisson chaude destinée aux malades.